# غاريسون سانبورن
غاريسون سانبورن (بالإنجليزية: Garrison Sanborn)‏ هو لاعب كرة قدم أمريكية أمريكي، ولد في 31 يوليو 1985 في تامبا في الولايات المتحدة.

## وصلات خارجية
- غاريسون سانبورن على موقع مرجع كرة القدم المحترفة.كوم (الإنجليزية)